# Allianz für die Republik (Nicaragua)
Die Allianz für die Republik (spanisch Alianza por la República – APRE) ist eine  Liberal-Konservative politische Partei der rechten Mitte in Nicaragua, die 2004 von Dissidenten der Partido Liberal Constitucionalista (PLC) und der Partido Conservador de Nicaragua (PC) gegründet wurde. Einer von ihnen war Enrique Bolaños Geyer, der zu jener Zeit Präsident von Nicaragua war (10. Januar 2002 bis 10. Januar 2007).
APRE gewann bei den Kommunalwahlen von 2004 in drei  bedeutenden Orten von insgesamt 152. Bei den Wahlen für die autonomen östlichen Provinzen, verlor die Partei vier ihrer Verbündeten; die Konservative Partei (PC), die Demokratische Nicaraguanische Bewegung (MDN) und die Sozialkonservative Partei (PSC) an die Nicaraguanische Liberale Allianz (ALN) und die Bewegung Nationale Einheit (MUN) an die Sandinistische Erneuerungsbewegung (MRS).